# Château de Pange
Le château de Pange est une bâtisse du XVIIIe siècle situé aux bords des eaux de la Nied française, à Pange dans le département français de la Moselle. Typique du classicisme, il comporte un corps de logis central au fronton triangulaire, flanqué de deux pavillons encadrant la façade sur la Nied. Une petite église datant du milieu du XIXe siècle le jouxte et présente plusieurs vitraux anciens dignes d'intérêt.

## Histoire
Le château actuel a été construit en 1720 pour Jean-Baptiste-Louis Thomas d'après les plans de l'architecte Jean-Baptiste Louis à l'emplacement d'anciennes forteresses médiévales incendiées en 1404 et 1704. Son ancêtre Pierre Thomas, chancelier de Lorraine, avait été anobli en 1626 par le duc Charles IV de Lorraine.
Jean-Baptiste-Louis est seigneur de Pange et « trésorier de l'extraordinaire des guerres » à Metz pour le Roi de France. Il devient le premier marquis de Pange lorsque la terre est érigée en marquisat par la grâce du roi de Pologne Stanislas Leszczyński le 1er janvier 1766.
Le domaine de Pange a accueilli plusieurs personnages célèbres, tels l'impératrice Marie-Louise en 1813, Napoléon III et Guillaume Ier de Prusse, qui y séjournent successivement durant la guerre franco-allemande de 1870.
L'historien et pionnier de l'idée européenne Jean de Pange y meurt en 1957. L'ancien pilote de Normandie–Niémen, Jean de Pange, né en 1917, y meurt le 6 octobre 1999.
Après la Seconde Guerre mondiale, le château fut confié à une association pour recevoir des enfants en difficulté. Cette maison d'enfants a fermé en 1983.
La grange du XVIIe siècle, les façades et toitures des deux pavillons au nord-est font l’objet d’une inscription au titre des monuments historiques depuis le 19 décembre 1986.
Les façades et toitures du château (perron et terrasse sur la Nied), le vestibule, l’escalier d’honneur avec sa rampe, l’antichambre et la salle à manger (poêle en faïence), le salon dit des Tapisseries ainsi que la chambre à alcôve font l’objet d’un classement au titre des monuments historiques depuis le 6 décembre 1990.
Le château appartient toujours à la famille Thomas de Pange, dont firent partie François de Pange, Anne-Louise de Domangeville, Jean de Pange et son épouse Pauline de Broglie, comtesse de Pange.

## Architecture
Les tours ont été détruites en 1805. Le château donne par un perron et une terrasse sur la Nied. Le mur du domaine comporte deux pavillons eux aussi classés monuments historiques.

## Jardins
Les nouveaux jardins, réhabilités en 2002 par le paysagiste Louis Benech et inaugurés en 2003, ont été conçus dans le cadre du réseau transfrontalier Jardins sans Limites initié par le conseil général de la Moselle avec le soutien financier de l'Union européenne. Le jardin est également labellisé Jardin remarquable.

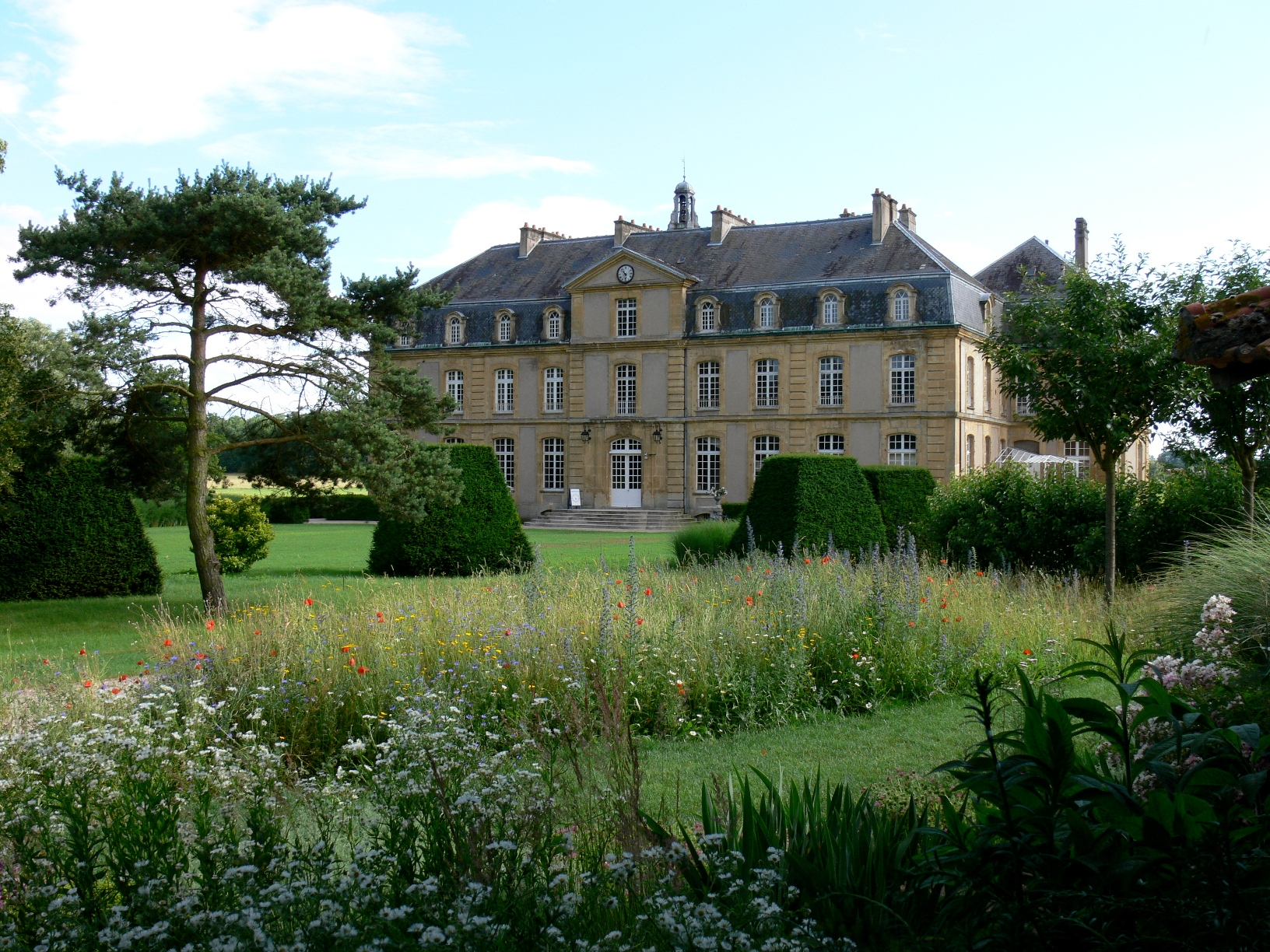
Le château depuis les prairies florales du jardin
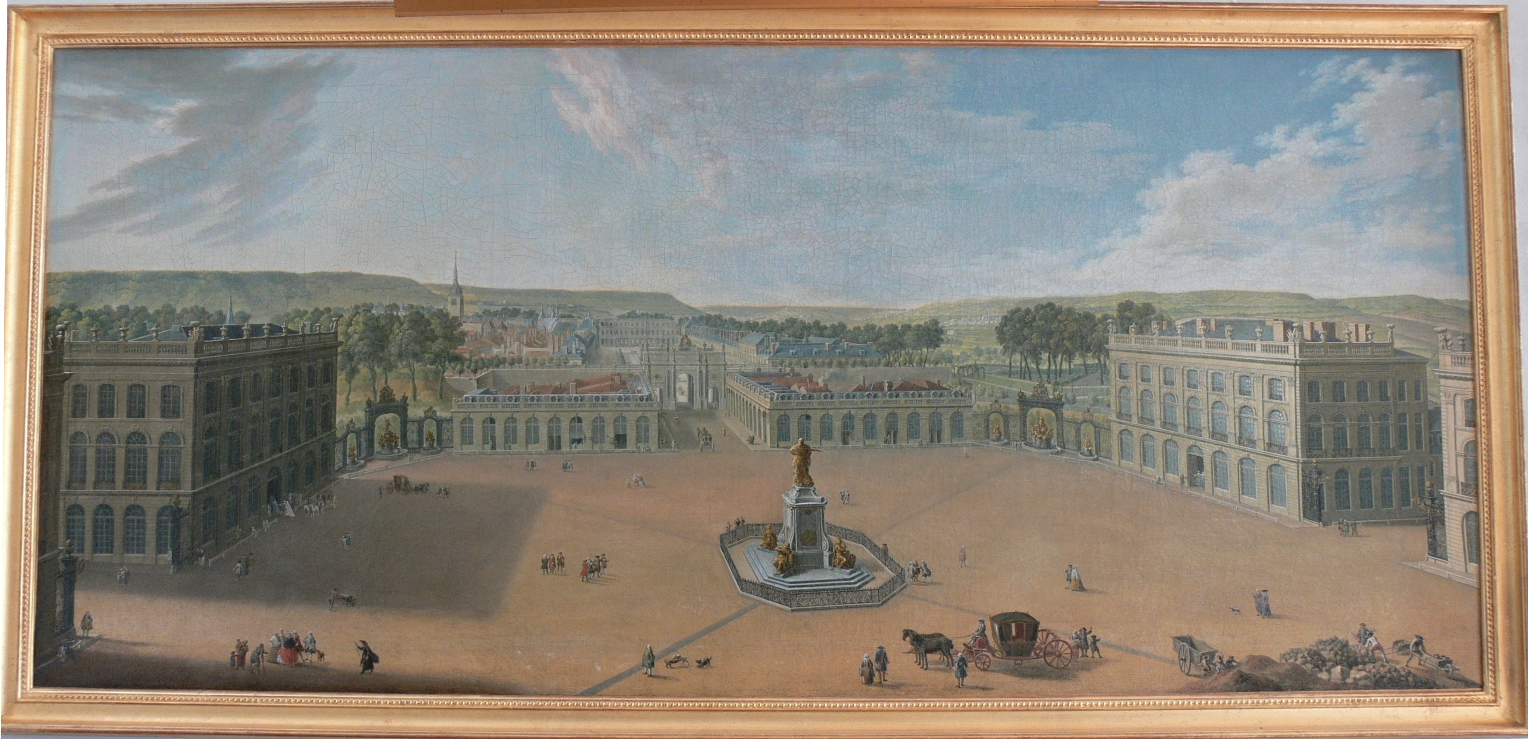
Tableau dit de Pange représentant la place Stanislas peu après son inauguration.

C’est un jardin ancien qui offre une vision contemporaine de son histoire. Il est formé d'un ensemble de jardins thématiques. Les anciennes douves sont dessinées par des rosiers et des plantes vivaces. Ifs et buis taillés en topiaires aux lignes géométriques rappellent l'époque classique des jardins à la française. Des massifs graphiques et colorés de hautes graminées complètent les genres et époques.